# Alexander Jefimowitsch Schtscherbak

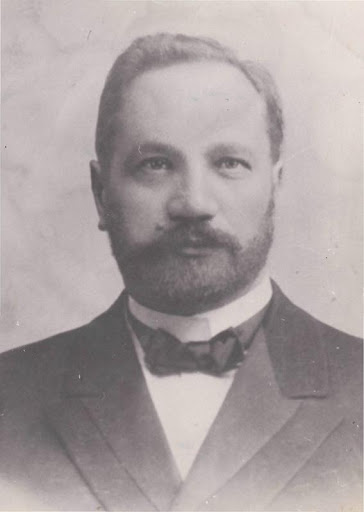
Alexander Jefimowitsch Schtscherbak (1890)

Alexander Jefimowitsch Schtscherbak (russisch Александр Ефимович Щербак; * 13. Junijul. / 25. Juni 1863greg. in Nischyn, Gouvernement Tschernigow, Russisches Kaiserreich; † 23. April 1934 in Sewastopol) war ein russischer Arzt, der als einer der Begründer der wissenschaftlichen Physiotherapie, Balneologie und Physioprophylaxe gilt.

## Leben
Alexander Jefimowitsch Schtscherbak begann nach dem Schulbesuch ein Studium an der Kaiserlichen Militärmedizinischen Akademie Sankt Petersburg, das er 1887 als Student bei Iwan Pawlowitsch Merschejewski abschloss. 1890 er seine Promotion zum Doktor der Medizin mit seiner Dissertation Материалы к учению о зависимости фосфорного обмена от усиленной или ослабленной деятельности головного мозга („Materialien zur Untersuchung der Abhängigkeit des Phosphorstoffwechsels von erhöhter oder geschwächter Gehirnaktivität“) ab. Im Anschluss unternahm er Studienaufenthalte in Frankreich bei Jean-Martin Charcot am Hôpital de la Salpêtrière sowie bei Emil du Bois-Reymond, bei dem sich zuvor bereits Iwan Michailowitsch Setschenow, Iwan Petrowitsch Pawlow und Wilhelm Wundt fortgebildet hatten. 1894 folgte er dem Ruf auf eine Professur für Nerven- und Geisteskrankheiten der Universität Warschau und lehrte dort zwanzig Jahre lang bis 1914.
Nach dem Rücktritt des konservativen Bildungsministers Lew Aristidowitsch Kasso 1914 kehrte Schtscherbak zurück und wurde Gründer sowie Leiter des Instituts für physikalische Behandlungsmethoden in Sewastopol. In den folgenden Jahren arbeitete er an den Problemen der Pathogenese und der klinischen Behandlung von nervösen und psychischen Erkrankungen, der physiologischen Wirkung physikalischer Faktoren, struktureller anatomischer und physiologischer Beziehungen bei physiotherapeutischen Wirkungen. Er entwickelte und setzte eine neue Methode der reflexsegmentalen Physiotherapie wie Gürtel und Halsband in die Praxis um. Des Weiteren schlug er Methoden zur Untersuchung von Wärmeregulierungs-, Haut-Muskel- und Haut-Haut-Reflexe vor. Er gründete außerdem eine Schule von Physiotherapeuten und Balneologen. Für seine Verdienste wurde er mit dem Orden des Roten Banners der Arbeit ausgezeichnet.

## Veröffentlichungen
- К вопросу о патогенезе склеродермии, (Zur Frage nach der Pathogenese der Sklerodermie), 1887
- Материалы к учению о зависимости фосфорного обмена от усиленной или ослабленной деятельности головного мозга, (Materialien zur Untersuchung der Abhängigkeit des Phosphorstoffwechsels von erhöhter oder abgeschwächter Gehirnaktivität), Dissertation, 1890
- К вопросу о локализации вкусовых центров в мозговой коре, (Zur Frage der Lokalisierung von Geschmackszentren in der Großhirnrinde), 1891
- К дифференциальной диагностике множественного неврита, (Zur Differentialdiagnose der multiplen Neuritis), 1896
- Клинические лекции по нервным и душевным болезням, (Klinische Vorlesungen über Nerven- und Geisteskrankheiten), 1901
- О способах исследования так называемой костной чувствительности, (Zu den Untersuchungsmethoden der sogenannten Knochenempfindlichkeit), 1903
- Новые данные по физиологии глубоких рефлексов, (Neue Daten zur Physiologie tiefer Reflexe), 1903
- Экспериментальные исследования относительно физиологического действия механических вибраций, (Experimentelle Studien zur physiologischen Wirkung mechanischer Schwingungen), 1903

in französischer Sprache
- Contribution a l’étude de l’influence de l’activité cérébrale sur l’échange d’acide phosphorique et d’azote, (Beitrag zur Untersuchung des Einflusses der Hirntätigkeit auf den Phosphorsäure- und Stickstoffaustausch), 1893

in deutscher Sprache
- Über die Kleinhirnhinterstrangbahn, ihre physiologische und pathologische Bedeutung, 1900

posthum
- Основные труды по физиотерапии, (Hauptwerke zur Physiotherapie), 1936

## Hintergrundliteratur
- B. V. Likhterman: А. Е. Щербак и его вклад в советскую физиотерапию, (A. J. Schtscherbak  und sein Beitrag zur sowjetischen Physiotherapie), 1963